# Granica (Jamy)
Granica – część wsi Jamy w Polsce, położona w województwie podkarpackim, w powiecie mieleckim, w gminie Wadowice Górne.
W latach 1975–1998 Granica należała administracyjnie do województwa tarnowskiego.